# 医学物理学
医学物理学（いがくぶつりがく、英語：medical physics）とは、物理・工学の知識・成果を医学に応用・活用する学術分野のこと。
人類の健康に寄与することを共通目的として、以下の領域がある。
診断物理学X線、磁気共鳴現象、超音波などを用いた診断装置の開発、画質改善、被曝線量と画質の改善。
核医学物理学放射性同位元素を利用した診断や内用治療に関与し、装置開発、画質改善、被曝線量と画質の改善。
治療物理学X線や粒子線などの放射線を利用する放射線治療、あるいは温熱や収束超音波を利用するがん治療において、装置開発、物理的線量分布の最適化、治療の物理的・技術的品質管理。
放射線防護・安全管理学医学利用における放射線利用の害を最小限に抑える。
基礎医学物理学上記分野の基礎となる開発、研究。
関連する資格として、医学物理士認定機構が認定する医学物理士 (Medical Physicsist) がある。